# گودلوو-پینتاکی
گودلوو-پینتاکی (به لاتین: Godlewo-Piętaki) یک روستا در لهستان است که در گمینا چژو واقع شده‌است.